# 261
Cette page concerne l'année 261  du calendrier julien. Pour l'année 261 av. J.-C., voir 261 av. J.-C. Pour le nombre 261, voir 261 (nombre).
L'année 261 est une année commune qui commence un mardi.

## Événements
- 1er janvier : trois consuls rivaux réclament le pouvoir. Gallien et son collègue Volusianus à Rome, Postumus à Trèves, les deux Macrien dans les Balkans[1].

- Printemps : les usurpateurs Macrien et Macrien le Jeune sont vaincus par Auréolus. Ils sont tués par leurs officiers en Illyrie[2]. Le général de Macrien Pison parvient à s'échapper et se proclame lui-même empereur ; il est tué peu après par le gouverneur d'Achaïe, Valens, fidèle à Gallien[1].

- Novembre : Quiétus, second fils de Macrien, abandonné d'une partie de ses troupes, assiégé dans Émèse par Odénat, est tué par les habitants[3], à l'instigation de Balliste (Callistus) qui lui succède[4].

- Après avoir refoulé les Germains à la frontière du Rhin, Postumus prend le titre de restaurateur des Gaules (Restitutor Galliae)[1].
- L'usurpateur Balliste réunit les navires des ports de Cilicie et bat les Perses sur mer près de Pompeiopolis, capturant le harem du roi sassanide Shapur[5].

## Naissances en 261
- Lu Ji, écrivain chinois.

## Décès en 261
- Macrien, Macrien le Jeune et Quiétus, empereur romains usurpateurs.